# Hanni Fries
Hanni Fries, schweizisk orienterare som tog brons i stafett vid VM 1978.